# Luis Baltazar Zapata
Luis Baltazar Ramírez Zapata (6 de enero de 1954 - San Miguel, El Salvador) es un exjugador y entrenador de fútbol salvadoreño.

## Biografía
Apodado "El Pelé Zapata", jugó para el CD Águila, y Atlético Marte, ambos equipos de la Primera División de El Salvador, También jugó para el Puebla de México y varios otros equipos de la región como el CS Cartaginés de Costa Rica y el Club Deportivo Platense de Honduras.
Ramírez fue miembro parte del equipo salvadoreño que participó en la Copa Mundial de Fútbol de 1982 en España.
Durante el torneo, él anotó el único gol salvadoreño en una Copa Mundial.
Desafortunadamente, lo anotó en el partido contra la selección de Hungría que terminó en derrota de 10 - 1 el día 15 de junio de 1982, en la goleada más abultada de la historia de los mundiales.
Su último juego a nivel internacional fue en agosto de 1989 en partido de eliminatoria a la Copa Mundial de la FIFA de 1990 contra Trinidad y Tobago, Ramírez Zapata anotó 17 goles para el equipo nacional de fútbol de El Salvador en la que participó desde 1971 a 1989
Como entrenador dirigió a CD Águila, donde sustituyó entrenador panameño Gary Stempel en el año 2007. Después de su despido del cuadro emplumado, fue entrenador de Atlético Balboa y ADI FC, ambos en la Segunda División de El Salvador, posteriormente tras su experiencia en segunda división fue contratado como entrenador de divisiones inferiores en el Departamento de Cultura y Deportes de la alcaldía de San Miguel (ciudad de El Salvador) .

## Clubes
| Club                          | País           | Año       |
| ----------------------------- | -------------- | --------- |
| Club Deportivo Águila         | El Salvador    | 1971-1977 |
| Club Sport Cartaginés         | Costa Rica     | 1977-1978 |
| Club Puebla                   | México         | 1978      |
| Alianza Fútbol Club           | El Salvador    | 1979      |
| Platense Fútbol Club          | Honduras       | 1979-1981 |
| Club Deportivo Águila         | El Salvador    | 1981-1989 |
| Washington Diplomats          | Estados Unidos | 1990      |
| Club Deportivo Águila         | El Salvador    | 1991-1992 |
| Club Deportivo Atlético Marte | El Salvador    | 1992      |

## Director técnico
- CD Águila
- Club Atlético Balboa
- ADI F.C.
- CD Fuerte San Francisco